# 801ちゃん
801ちゃん（やおいちゃん）とは京都市北区御薗橋801商店街のマスコットキャラクターである。

## 概要

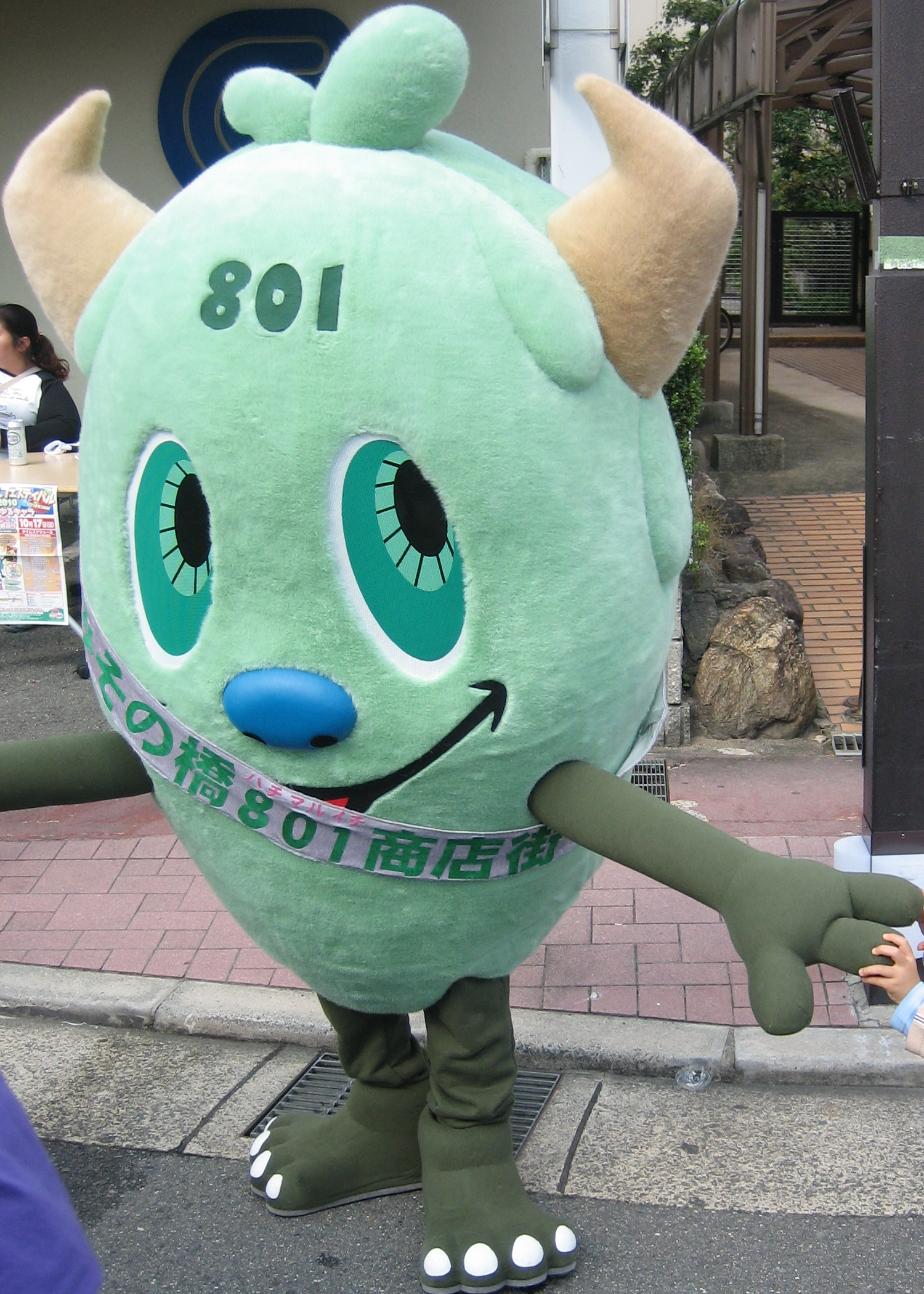
801ちゃん

2005年末、@haruna1221（本名：北小路晴菜、現五藤晴菜）によって、京都の名産品である賀茂ナスをイメージしてデザインされた。名前の由来は御薗橋801商店街の全長800メートルに、未来へ伸びるようにと「1」を足したことにある。その珍妙なデザインと、801の読みがサブカルチャー用語の「やおい」と同じであったため、インターネット上で話題となる。反響に驚いた商店街は改名も考えたが、「親しまれているのなら」と静観することにした。
2006年4月、同人作家の小島アジコが801ちゃんの外見を借りて当時交際中だった腐女子の恋人（後に結婚）をネタに漫画を描き始め、商店街の公認を得て同年12月に宙出版が『となりの801ちゃん』の題名で出版する。
2009年10月、有志メンバーによって制作された、商店街公認のキャラクターDVD『となりじゃない801ちゃん』（浅原徳監督）を発売。
なお、かつて801ちゃんの子供、SAKURA（サクラ）ちゃんというキャラクターも誕生した。しかし、最近は見かけなくなっている。

## プロフィール
- 性別…どちらでもない両「性」類のモンスター
- 性格…いたってのんきだが、地域の掃除にも取り組むきれい好き
- 特技…珍妙なダンス。イベントに出演した際に気合が入ってくると見ることができる。
- 特技…アシスタントのお兄さんを「食べる」。珍妙なダンスの終わりに、近づいてきたお兄さんをその体内に取り込んでしまう特殊な技。危険。